# Isla Star (Miami Beach)
Star Island  es una isla artificial de 0,35 kilómetros cuadrados (35 hectáreas) en forma de óvalo, situada en Bahía Biscayne, en Miami Beach (Florida, Estados Unidos). Está al sur de la Islas Venecianas y al este de Palm Island e Isla Hibiscus. Se conecta a la MacArthur Causeway y al resto de Miami Beach a través del Bridge Road. Hay 35 hogares en la isla. Fue la primera isla artificial de su tipo en la zona.
Se cree que el nombre de "Star Island" tiene su origen en el hecho de que muchas de las casas de la isla fueron en su día propiedad de famosos y personas de alto perfil, lo que dio a la isla una reputación de "repleta de estrellas". Completada en 1922 por el Cuerpo de Ingenieros del Ejército de los Estados Unidos mediante el dragado de arena, el terreno fue inicialmente propiedad del promotor Carl Fisher, que compró varias parcelas de lo que se convertiría en la ciudad de Miami Beach. Es accesible por tierra y por las islas de barrera a través de la MacArthur Causeway.
Aunque es un barrio público, Star Island tiene una caseta de vigilancia en la entrada, dando la ilusión de ser una zona exclusiva y privada. Sin embargo, cualquiera puede entrar después de parar en la entrada. Existe una carretera de forma ovalada y no hay acceso público al agua. 

## Vecinos ilustres
En la isla viven o han vivido numerosos magnates y celebridades: 
- Don Johnson, actor y cantante estadounidense.

- Shaquille O'Neal, jugador de baloncesto estadounidense.

- Lenny Kravitz, cantautor estadounidense.

- Will Smith, actor estadounidense.

- Gloria Estefan, cantante cubana y su marido Emilio Estefan.

- Rosie O'Donnell, actriz estadounidense.

- Thalía, cantante mexicana.

- Madonna, cantante estadounidense.

- Alex Rodríguez, pelotero dominicano.

- P. Diddy, rapero estadounidense.

- Sylvester Stallone, actor estadounidense.

- Enrique Iglesias, cantante español.

- Ricky Martin, cantante puertorriqueño.

- Pitbull, cantante puertorriqueño.

- Angelina Jolie y Brad Pitt, actores estadounidenses.

- Xuxa, conductora de la Televisión Brasileña.

- Carmen Electra, actriz estadounidense.

- Matt Damon, actor estadounidense.

## En la cultura popular
En 1994, algunas escenas de la película El especialista se rodaron en la Isla Star. 